# Königstor, Berlin
Königstor är ett traditionellt platsnamn i Berlin, ursprungligen syftande på två stadsportar som under olika epoker fanns i Berlins stadsmur respektive Berlins tullmur. Portarna låg vid den nordöstra utfarten från staden, den äldre i trakten av dagens Alexanderplatz. Platsen med namnet Königstor ligger idag där den yngre stadsporten låg, i närheten av ingångsportalen till Volkspark Friedrichshain, och är en större trafikkorsning.

## Porten i Berlins stadsmur

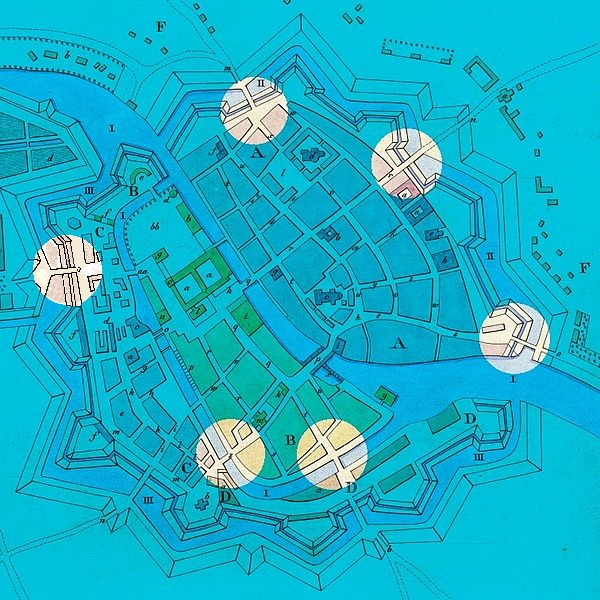
Berlins fästningsvallar omkring 1688 med stadsportarna markerade. Königstor låg överst till höger ungefär vid dagens Alexanderplatz.

Den stadsport som ledde ut från Berlin åt nordost via nuvarande Rathausstrasse kallades ursprungligen Oderberger Tor, efter landsvägen mot Oderberg. Senare uppstod utanför stadsporten en förstad omkring Georgenkirche som efter denna fick namnet Georgenvorstadt, och porten åt detta håll kallades därför Georgentor. Denna port låg ungefär där idag Alexanderplatz ligger och byggdes ut till en fästningsport när Berlin befästes ytterligare under 1600-talet. 
Kurfursten Fredrik III av Brandenburg kröntes till kung i Preussen som Fredrik I Königsbergs domkyrka 1701. Vid återfärden från Königsberg togs han emot med stora festligheter vid återintåget i Berlin genom den nordöstra stadsporten. Efter detta gavs porten Georgentor namnet Königstor, Georgenvorstadt fick namnet Königsvorstadt och Georgenstrasse fick namnet Königstrasse.
När staden under 1700-talet växte utanför de gamla fästningsvallarna, uppfördes under åren från 1734 till 1737 Berlins tullmur, en omkring 15 kilometer lång mur som även inneslöt Berlins förstäder. De fästningsverk som byggts ut under andra halvan av 1600-talet började rivas 1746 tillsammans med den dåvarande stadsporten Königstor.

## Königstor i tullmuren

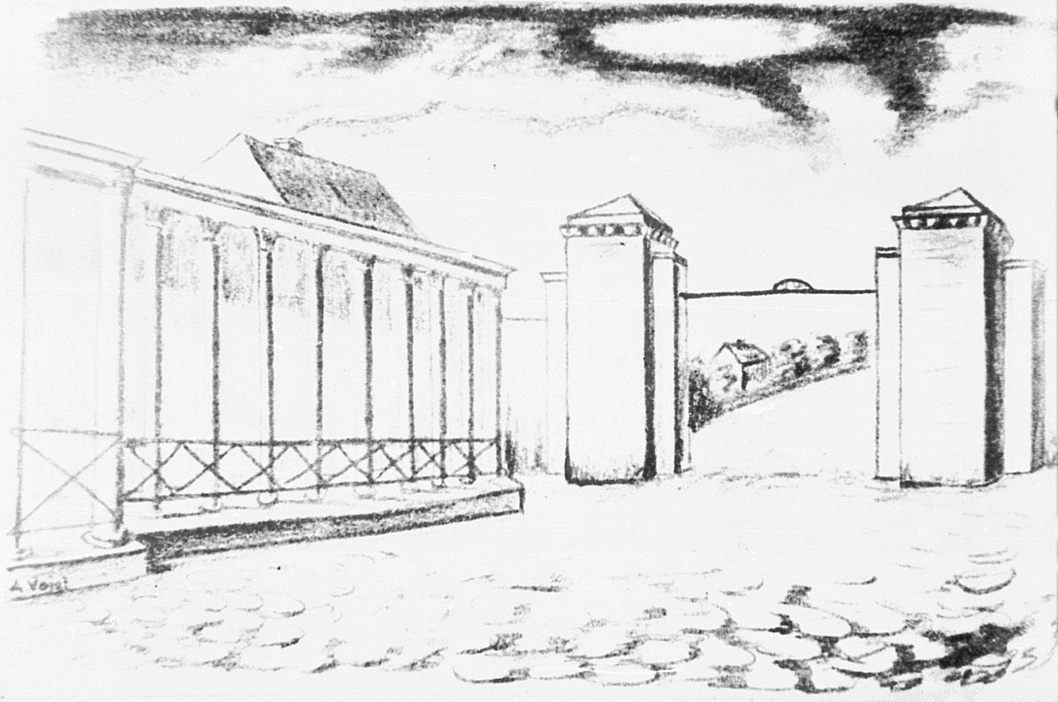
Königstor, teckning från 1809.

Porten i den nya tullmuren kallades ursprungligen Bernauisches Thor eller Bernauer Thor eftersom den låg där landsvägen mot Bernau började, i korsningen Otto-Braun-Strasse/Prenzlauer Berg/Greifswalder Strasse/Am Friedrichshain/Friedenstrasse. Gränsen mellan stadsdelsområdena Friedrichshain-Kreuzberg och Pankow går idag här.
Den 23 december 1809 återvände kung Fredrik Vilhelm III av Preussen och hans drottning Louise av Mecklenburg-Strelitz genom Bernauer Tor på återkomsten från sin tillflyktsort i Königsberg i Ostpreussen, dit de tvingats fly från Napoleons trupper. De togs emot av hela Berlins magistrat under ledning av överborgmästare Carl Friedrich Leopold von Gerlach, stadsfullmäktige och det högre prästerskapet. Med anledning av denna händelse fick även denna port namnet Königstor genom ett regeringsbeslut daterat 10 april 1810, och gatan mot porten fick namnet Neue Königsstrasse. Den 20 februari 1813 stupade kapten Alexander von Blomberg vid Königstor i ett misslyckat försök att i den ryska arméns tjänst befria Berlin från fransk ockupation. 
Med tiden blev även tullmuren och den nya stadsporten ett större och större hinder. Från 1866 till 1869 revs tullmuren och de flesta stadsportarna, inklusive Königstor. Endast de stora västra stadsportarna Brandenburger Tor och Potsdamer Tor bevarades vid infartsvägarna.

## Platz am Königstor

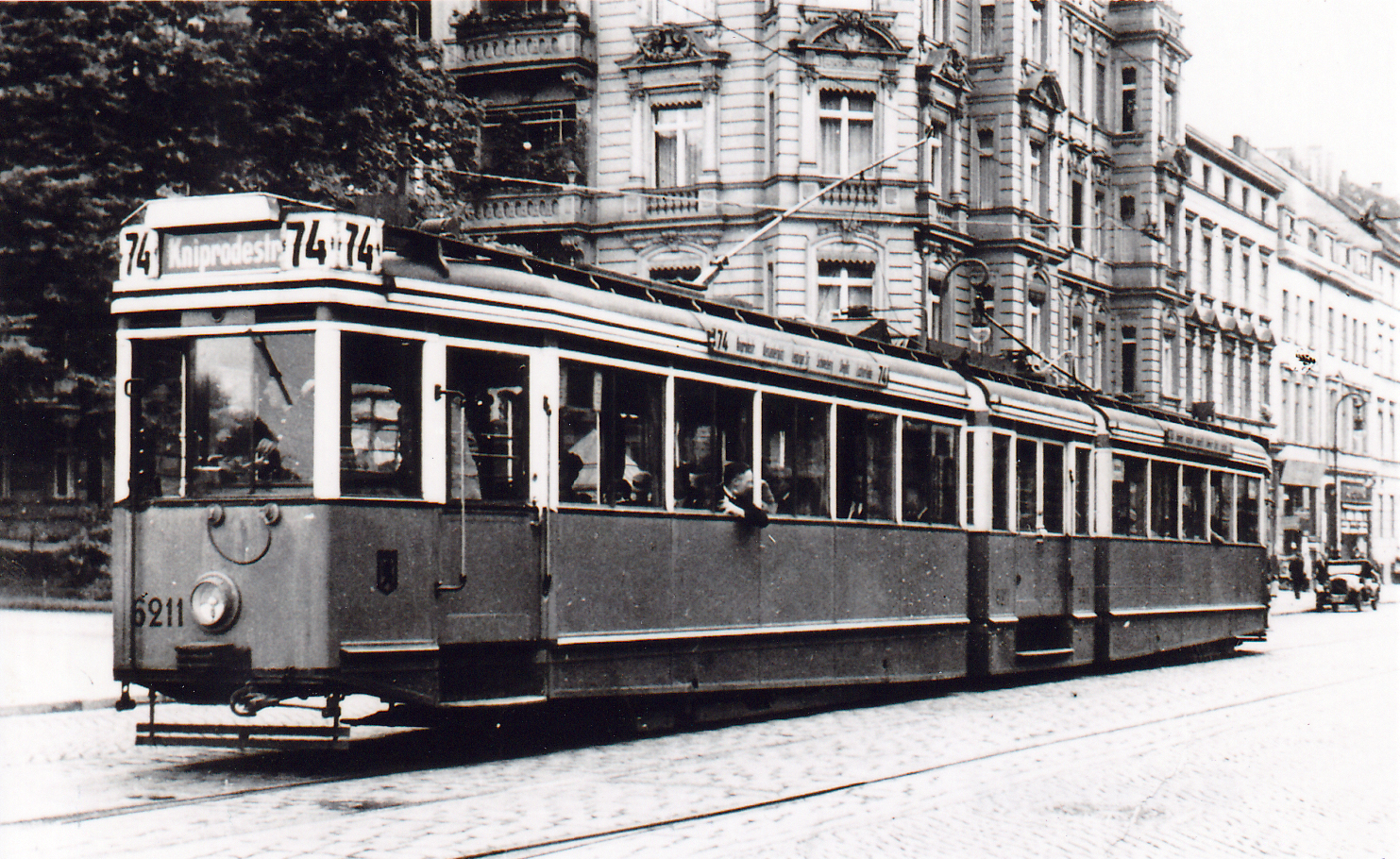
Spårvagn vid Königstor 1937.

Under 1910-talets första år fick platsen där porten tidigare hade legat det officiella namnet Platz am Königstor, men inofficiellt kallades platsen oftast bara Königstor. År 1913 avtäcktes ett monument över Alexander von Blomberg här. På grund av att det påminde om Napoleonkrigens preussisk-ryska allians kom monumentet att trots sin preussiska militaristiska utformning att bevaras under Östtyskland, även om namnet Königstor efter 1975 inte längre användes för platsen. År 1991 återinfördes det gamla namnet Platz am Königstor för platsen, men namnet ingår inte i några officiella adressregister då det inte ligger några fastigheter i direkt anslutning till platsen.